# Elegia atrifasciella
Elegia atrifasciella är en fjärilsart som beskrevs av Émile Louis Ragonot 1887. Elegia atrifasciella ingår i släktet Elegia och familjen mott. Inga underarter finns listade i Catalogue of Life.